# Абдуль Рауф аль-Касм
Абдуль Рауф аль-Касм (араб. عبد الرؤوف الكسم‏‎; род. 1932, Дамаск) — сирийский архитектор, академик и политик. Премьер-министр Сирии в 1980—1987 годах.

## Биография
Родился в Дамаске в семье священнослужителя. Его отец, шейх Аталла аль-Касм, был великим муфтием стран Леванта с 1918 по 1938 год.
Окончил Университет Дамаска, продолжил образование в Женевском университете. Получил степень доктора наук по специальности «архитектура и градостроительство».
Преподавал в Университете Дамаска, с 1964 — декан факультетов изящных искусств и архитектуры. Лауреат межарабских и международных премий в области архитектуры. Входил в состав Высшего совета городского планирования Сирии. До середины 1979 года занимался преподавательской деятельностью, был деканом Колледжа архитектуры и изобразительного искусства, затем проректором Дамасского университета.
Член Партии арабского социалистического возрождения (ПАСВ) (часто используется название «Баас» (ар. «Возрождение»)) с 1949. Работал в различных организациях партии. С января 1980 — член ЦК и регионального (сирийского) руководства партии.
С июня 1979 — губернатор Дамаска. С 9 января 1980 по 1 ноября 1987 — председатель Совета министров Сирии. Боролся с коррупцией в среде старшего офицерства, его конфликт с министром обороны Мустафой Тласом привёл к увольнению последнего в 1987 году.
В 1987—2000 годах — директор Управления национальной безопасности.